# 香港器官捐獻登記取消事件
香港器官捐獻登記取消事件於2022年12月至2023年5月間發生，約5000名器官捐獻登記者從中央器官捐贈登記名冊取消登記，引起香港特區政府高度重視，要求國安警察進行調查。至2023年6月，香港警察以涉嫌不誠實使用電腦、違反《港區國安法》的指控逮捕四名冒用藝人、政府官員資料登記器官捐獻的男子。

## 事件背景
香港採用「自願捐贈」機制，市民自願捐出器官作移植之用，但死後捐贈器官的決定仍須徵求家屬同意。衞生署設立中央器官捐贈登記名冊，方便有意捐贈器官者自願登記，使他們在身故後捐贈器官的意願得以妥為記錄，以讓與器官捐贈有關的醫護人員和家人在病人身故後得悉其捐贈器官的意願。2015年，每百萬人中有5.8人捐出器官。而截至2023年4月30日，共有357668人在中央名冊登記捐獻器官，與此同時到2023年3月底，香港共有2973人在等候器官移植，其中81.8%等候腎臟移植。
2022年12月，一名叫芷希的四個月大女嬰出現急性心衰竭，需要接受移植。虽然芷希的血型为O型，可以接受任何血型人士捐出的器官，但是考慮到芷希的體型，器官捐贈的體重必須在4.5至13公斤之間，意味著芷希很難在香港找到合適的捐獻者。後來香港醫務衛生局局長盧寵茂向中國國家衛健委、海關總署提出請求，希望中國大陸幫助尋找捐獻者，並為器官通關來港提供便利。隨後經中國人體器官分配與共享計算機系統（COTRS）多輪匹配無果，一名因腦外傷導致腦死亡的兒童為芷希捐出心臟。經過8個多小時的跨部門合作，這顆心臟最終順利移植到芷希體內。
芷希行動結束後，有關在中港兩地建立恆常化器官跨境機制的討論進展迅速。2023年1月，香港立法會議員葛珮帆在議會提出書面質詢，要求香港政府高度重視推廣器官捐獻的工作，盡快就與中國內地建立器官捐贈分享機制給出時間表。針對葛珮帆的質詢，當時盧寵茂表示香港政府對設立捐贈分享機制持開放態度，但是有許多因素需要進行研究。同年3月初，盧寵茂率隊到訪北京，與中國器官移植發展基金會顧問委員會主席、中國人體器官捐獻與移植委員會主任委員黃潔夫會面，與內地訪問共同商討建立器官分享機制的事宜。盧寵茂又於4月份率隊到廣州參觀COTRS系統運作，5月份由香港醫院管理局總裁高拔陞率領香港器官移植專家代表團前往廣東省，與內地專家就中港兩地器官捐贈、分配、移植的制度進行交流。與此同時在5月初，《明報》報道稱社交平台上出現了不願捐贈器官到中國大陸，已經取消器官捐獻登記，同時呼籲他人取消登記的聲音。
值得注意的是，香港光傳媒和集誌社詢問特首、各司局長及全體89名立法會議員是否登記器官捐獻，只有立法會議員陳紹雄、尚海龍和邵家輝透露自己已經登記。另一方面根據光傳媒調查，在現行的登記制度下，市民查閱自己有否登記的程序繁複，但名冊官網容許直接遞交取消申請。而一名未具名的衞生署前線職員承認，市民如果不肯定自己有否登記過器官捐贈，都可以直接登記取消。

## 港府態度
2023年5月22日，香港特區政府以發言人名義發表聲明，稱中央器官捐贈登記名冊出現大量取消登記的申請。聲明引述了醫務衛生局的統計數字，指2022年12月至2023年4月的五個月間，共截獲5785起取消登記申請，比過去都高，惟其中超過一半（2905起）的申請根本從未登記過器官捐獻，或者是重複申請取消的無效申請，2023年2月一個月就有高達74%的無效申請，發言人據此認為「少數人意圖擾亂中央名冊的代表性」、「增加政府人員的行政負擔」。
聲明發出的第二天，香港特首李家超在主持行政會議前向記者提及事件，對沒有登記捐贈卻申請取消的行為表示嚴厲譴責，認為這種做法「嘗試破壞捐贈器官、拯救生命的崇高計劃」，令人覺得「恥辱」，同時責成警方調查事件是否涉及違法行為。同日晚上，香港警方確認案件由網絡安全及科技罪案調查科負責調查。有記者向律政司司長林定國詢問取消登記為何是違法行為，林定國表示現階段仍在了解情況，未有足夠證據證明有關行為觸及可能法律問題。至5月29日，保安局局長鄧炳強表示警方已針對造謠及惡意取消登記的行為啟動刑事調查，相關人士涉嫌不誠實使用電腦，違反《港區國安法》，明言「有證據就拉人，夠證據就會告人」。
在5月26日的香港立法會會議上，醫務局局長盧寵茂點名批評《大紀元時報》和自由亞洲電台，稱在Google搜尋查找「器官捐贈」，「大乜乜」「自由乜乜」的資訊文章會出現，這些文章「抺黑國家移植同捐贈發展」。

## 警方拘捕
2023年6月5日，香港警方宣佈拘捕4名涉嫌不誠實取用電腦、違反《港區國安法》的男子。警方稱四名冒用他人資料取消器官捐贈登記，受害人包括政府官員、立法會議員、藝人及普通市民。警方表示調查行動會持續進行，不排除有更多人被捕。被捕四名男子已獲准保釋候查，須於6月中旬向警方報到。
拘捕行動次日，香港特首李家超再度對事件表示強烈譴責，直斥相關手法與2019年的「黑暴」、港版顏色革命的手法近似，譬如「假借各種理由挑撥矛盾，製造不乎現實的現象，再在網上推動、散播及發酵，炮製大量假象、『弄虛作假』製造破壞」，必須譴責和追究法律責任。

## 回應分析
從事病人權益倡議工作的香港病人政策連線主席、資深大律師林志釉對李家超的說法表示懷疑，因為參與和退出器官捐獻計劃都不會有實際的報酬及效益，再加上申請取消登記的人數高達5000人，警方根本不可能逐個調查；他認為大眾都希望知道警方是在調查哪些存在違反嫌疑的行為。旅居英國的香港社會政策學者鍾劍華博士認為港府推進中港建立「跨境器官移植互助機制」的討論，讓部分香港市民聯想到中國存在「器官買賣」等負面傳聞，加上特區政府態度強硬，港人更不會理會政府的器官捐獻宣傳。
香港器官捐贈行動組召集人周嘉歡認為部分登記人士離港、對香港與內地恆常器官移植互助機制有疑慮是大量取消登記的原因。